# Jászszentlászló
Jászszentlászló är en ort i Ungern.   Den ligger i provinsen Bács-Kiskun, i den centrala delen av landet, 120 km sydost om huvudstaden Budapest. Jászszentlászló ligger 99 meter över havet och antalet invånare är 2 602.
Terrängen runt Jászszentlászló är mycket platt. Runt Jászszentlászló är det ganska glesbefolkat, med 31 invånare per kvadratkilometer. Närmaste större samhälle är Kiskunmajsa, 8,6 km söder om Jászszentlászló. Trakten runt Jászszentlászló består till största delen av jordbruksmark.